# Jean-Baptiste Lubin
 (juin 2016).
Pour les articles homonymes, voir Lubin.
Jean-Baptiste Lubin, né à Paris le 8 mars 1766 et mort à Bourges le 24 février 1848 est un homme politique et un propriétaire terrien français.

## Biographie
Baptisé paroisse de Saint Médard à Paris, il est le fils de Jean-Baptiste Lubin, marchand boucher parisien et de Marie-Françoise Colin.
Son frère ainé Jean-Jacques Lubin (1765-1794), artiste-peintre puis membre de la Commune insurrectionnelle de Paris est guillotiné le 11 thermidor an II (29 juillet 1794) alors qu'il demeurait 24, rue de la Révolution. Son cadet, Simon Lubin (1767-1835), s'installa à Bruxelles où, il mit au point un remède controversé contre l'ophtalmie. Le benjamin, Pierre-François Lubin (1774-1853) est le fondateur de la maison Lubin (maison de parfum).
Il suit des études de droit et devient avocat. En 1793, il exerce comme avoué près des Tribunaux de Paris. Il demeure à Paris rue du Chaume, et fait partie de l'opposition bourgeoise à l'assemblée générale de la section de l'Homme armé de mai 1793, et membre du Club des Feuillants. C'est en son étude de la vieille rue du Temple qu'il est arrêté en septembre 1793, par la section de l'Homme armé, comme suspect d'incivisme. En effet, il avait osé dire, en pleine assemblée générale de la section et le soir même du 31 mai 1793 que « le mouvement de ce jour n'était que l'effet des cabales des sociétés populaires, et surtout de celle des Jacobins » ?
Le dossier de Jean-Baptiste Lubin, « prévenu de conspiration contre la liberté » est envoyé par le Comité de salut public au tribunal révolutionnaire le 8 thermidor an II. Toutefois l'encombrement du tribunal lui offrit un répit et il fut sauvé par la Chute de Robespierre le lendemain. C'est sans doute à la prison de Port-Libre, où ils sont détenus ensemble, qu'il  rencontre Jeanne-Cécile Vallegeas, baronne de Burmann qu'il épouse par contrat passé devant Maître Delache, notaire à Paris, le 28 fructidor an II (14 septembre 1794).
La dame Vallegeas avait acquis en 1791 la terre et le château de Marmagne (Cher), peu après leur mariage, le couple quitte Paris pour s'y installer.

### L'homme politique berrichon
Très vite, il s’intègre dans le paysage politique local, en 1802, il rejoint le collège électoral du Cher et fut conseiller de l'arrondissement de Bourges de 1802 à 1812. 
On le trouve également président de l'administration du canton de Marmagne (Cher) de 1795 à 1799, puis maire de Marmagne jusqu'en 1808. À la mort de sa première épouse, Jeanne-Cécile Vallegeas, les propriétés de cette dernière échoient à sa fille ; Jean-Baptiste Lubin quitte alors ses fonctions municipales à Marmagne où il ne possède plus rien et devient maire de la commune de Berry-Marmagne, de 1809 à 1841 puis Berry-Bouy de 1841 à 1848. C'est sous son mandat qu'a lieu la fusion entre Berry-Marmagne et celle de Bouy pour former Berry-Bouy en 1841. 
Invoquant son âge, il décline sa nomination en tant qu'adjoint au maire de Bourges après la Révolution de juillet. En revanche, l'ordonnance royale du 3 décembre 1830 le désigne comme conseiller général du Cher pour trois ans.

### Le propriétaire terrien
En parallèle de ses fonctions politiques, de 1796 à 1808, Jean-Baptiste Lubin fait prospérer l'exploitation de la terre de Marmagne et celle de la Maison-Neuve (même commune) pour le compte de son épouse. 
Il réalise aussi des investissements dans la commune voisine de Marmagne, Berry-Marmagne : en 1803 il acquiert le domaine de La Comtale et celui de Maurepas, ancienne propriété épiscopale.
En 1816, il épouse Antoinette de Lagarde, fille de Jean-Baptiste de Lagarde châtelain et maire de Celon. Non seulement ce mariage l'ancre davantage dans le milieu de la terre mais il lui apporte une dot conséquente.
Ainsi pourvu, il peut compléter son emprise territoriale sur la commune, en 1819 il achète le domaine de Mouron à la vicomtesse de Fussy petite fille d'Etienne-François Millet, dernier seigneur de Berry. Le domaine du Petit Launay (1831) et celui de Presle (1834) dans la même commune viennent enfin agrandir son patrimoine qui représente près de 40 % du territoire de Berry-Marmagne.

### Décès et postérité
Jean-Baptiste Lubin meurt le 24 février 1848 dans sa maison rue des Arènes à Bourges. Il est inhumé au cimetière Saint-Lazare à Bourges.
Son fils aîné Maurice, avocat, est également maire de Berry-Bouy.
À la mort de ce dernier, son frère Charles lui succède dans cette fonction et hérite de ses propriétés. Celui-ci, qui avait acheté le château et le domaine de Marmagne se retrouve alors a la tête d'un patrimoine important qu'il fait prospérer. Son fils Edgard Lubin, sera le dernier Lubin à être maire de Berry-Bouy de 1888 à 1892.
Il est l'arrière-grand-père d'Hubert de Lagarde, officier, écrivain et résistant né au château de Marmagne en 1898.